# Lorena Hermida
Cindy Lorena Hermida Aguilar (Pitalito, Huila, 9 de diciembre de 1988) es una modelo colombiana, ganadora del certamen Señorita Huila 2012, que le permitió participar en el Concurso Nacional de Belleza de Colombia del año 2012, mismo en el que obtuvo el título de Virreina Nacional (Señorita Colombia Internacional).

## Biografía
Lorena es estudiante de séptimo semestre de Administración de Empresas en la Corporación Unificada Nacional (CUN) de Neiva. Ella estudia inglés, practica tenis, fútbol y baloncesto. Es hija de Oliver Hermida y Geovanna Aguilar Trujillo. Su estatura parcial es de 5 pies con 9 1/2 pulgadas (equivalente a 1.76 m), sus medidas corporales son 88 - 65 - 98, tiene una piel trigueña y ojos café oscuros.

## Señorita Colombia 2012
Participó en representación del departamento del Huila en el Concurso Nacional de Belleza de Colombia 2012, celebrado en Cartagena de Indias, donde fue coronada como Virreina Nacional la noche del 12 de noviembre de 2012, tras obtener una de las más altas calificaciones: 9.7 en desfile en traje de gala.
Por primera vez en los 78 años del concurso, una representante opita alcanza tan destacada posición, logrando así ocupar el puesto más alto que ha conseguido una  huilense en el certamen. La ganadora fue la representante de Valle del Cauca, Carmen Lucía Aldana Roldán.

## Miss Internacional 2013
Lorena representó a Colombia en Miss Internacional 2013 que se realizó en Japón, el 17 de diciembre de dicho año, en el que concursó para convertirse en la sucesora de la nipona Ikumi Yoshimatsu, Miss Internacional 2012. La candidata figuró entre las cinco finalistas del evento. Al final de la noche, la ganadora fue la representante de Filipinas, Bea Santiago.